# 27895 Yeduzheng
27895 Yeduzheng (tên chỉ định: 1996 LL) là một tiểu hành tinh vành đai chính. Nó được phát hiện qua chương trình tiểu hành tinh Beijing Schmidt CCD ở trạm Xinglong ở Yan Mountains of China ngày 6 tháng 6 năm 1996. Nó được đặt theo tên Ye Du-zheng, một nhà khí tượng học Trung Quốc ở Viện Khoa học Trung Quốc.